# Formfleisch
Formfleisch (In den Medien auch Analogschinken, Analogfleisch oder Klebefleisch) ist ein Fleischprodukt, das aus kleineren Fleischstücken – meist Schwein oder Geflügel – zusammengesetzt wird. Auf diese Weise können kleinere Fleischteile nach dem Schlachten und Zerlegen des Tieres nicht nur für Wurst oder Hackfleisch, sondern wie größere, gewachsene Fleischteile genutzt werden. Formfleisch findet Verwendung für Kochschinken, Schnitzel, Chicken Nuggets und Ähnliches, besonders bei Fertiggerichten und in der Gastronomie. Formfleisch unterscheidet sich von gewachsenem Fleisch durch  seine Bearbeitung und die mögliche Zugabe von Salz, Enzymen und Gewürzen.

## Herstellung
Zur Herstellung werden die Fleischbrocken zunächst getumbelt, also maschinell gewalkt, wodurch sich der Verbund der  Muskelfasern lockert, Muskelabrieb entsteht und an der Oberfläche Proteine austreten. Dies kann durch die Zugabe von Salz oder Pökelsalz und Enzymen wie Transglutaminase unterstützt werden. Nach dem Tumbeln wird die Masse in Formen gepresst und entweder gefroren oder erhitzt, sodass die ausgetretenen Proteine gerinnen und die Brocken zu einem Stück verbinden. Je nach Verwendungszweck werden noch Gewürze und Aromastoffe hinzugegeben oder die geformten Teile paniert.

## Kritik
In den 1980er Jahren geriet das damals zunehmend Verbreitung findende Formfleisch in die Kritik, weil es den Verbraucher täuschen könne – damals existierte noch keine eindeutige Kennzeichnungspflicht. Heute müssen gemäß Nr. 2.19 der Leitsätze für Fleisch und Fleischerzeugnisse des deutschen Lebensmittelbuchs Formfleischerzeugnisse durch ein vorangestelltes „Formfleisch-“ sowie eine nachgestellte Erläuterung kenntlich gemacht werden, z. B. „Formfleisch-Schinken, aus Fleischteilen zusammengefügt“. Aber laut Abs. 4 der Nr. 2.19 i. V. m. 2.341.6 kann diese Kennzeichnung entfallen, sofern die Stücke auch "isoliert unter der entsprechenden Verkehrsbezeichnung verkehrsfähig wären". Eine isolierte Verkehrsfähigkeit ist gegeben, wenn mindestens 80 % Teilstücke mit einem Gewicht über 250 g im Rohling während des Herstellungsprozesses vorhanden sind.
Da die meisten Formfleischerzeugnisse diese Norm erfüllen, wird man auf Produkten mit „Klebefleisch“-Inhalt nahezu nie eine derartige Kennzeichnung lesen.
In einem Test von Hühnernuggets aus Formfleisch der österreichischen Zeitung Konsument vom September 2011 wurden vier von acht Proben als eine „brätartig schaumige, stärkehaltige Masse mit Muskelfasern, gewachsene Skelettmuskulatur, Bindegewebe, Gewürzteile, mitunter Geflügelhaut“ klassifiziert.

## Imitate
Formfleisch darf nach den deutschen Leitsätzen nur aus Fleisch, gegebenenfalls noch Salz, Pökelsalz und Gewürzen bestehen. Die Produktionsmethode erlaubt jedoch auch das Strecken mit Zusatzstoffen. So kann der Masse, besonders wenn sie aus sehr kleinen Fleischteilen und -fasern besteht, Eis hinzugefügt werden – das Wasser wird wie bei der Wurstherstellung gebunden. Verstärken lässt sich die Wasseraufnahme durch die Zugabe von Stärke, Eiweiß, z. B. aus Milch, Blutplasma, Soja oder Weizen, und Geliermitteln. In der Regel sind darüber hinaus Würze und Aromastoffe enthalten. Solche Produkte können bis zu 40 Prozent zugesetztes Wasser enthalten, auch der Fleischanteil muss nicht wesentlich höher sein. Bei so hergestelltem, importiertem Kochschinkenersatz sank der durchschnittliche Fleischanteil von 1993 bis 2008 von 83 auf 57 Prozent. Auf diese Weise gestreckte Erzeugnisse haben eine brühwurstähnliche Konsistenz und enthalten überwiegend nur sehr kleine Fleischstücke.
Diese auch Aliud (lateinisch für „ein anderes“) genannten Produkte dürfen in Deutschland nicht als Formfleisch in Verkehr gebracht werden, oft erfüllen sie auch nicht die Anforderungen an Brühwurst. Eine gültige Verkehrsbezeichnung existiert bisher nicht, ähnlich wie bei Kunstkäse.
Bei einer Untersuchung des hessischen Verbraucherschutzministeriums von 2006 bis 2009 in gastronomischen Betrieben mit rund 500 Proben verwendeten 68 Prozent der Betriebe solche Imitate anstelle des auf der Speisekarte angegebenen Kochschinkens, Formfleisch(vorder)schinkens oder „Pizzaschinkens“. Die für solche Produkte verbreitete Bezeichnung „Pizzaschinken“ ist in Deutschland ebenfalls unzulässig.

## Rohschinken
Rohschinken besteht normalerweise aus verwachsenem Fett und Fleischanteilen. Für den Laien kaum unterscheidbar kann Rohschinken auch mit dem Enzym Transglutaminase aus Einzelstücken zusammengeklebt werden. Eine Hinweispflicht bestand in der EU zunächst nicht. Seit dem Inkrafttreten der EU-Lebensmittelinformationsverordnung am 13. Dezember 2014 müssen 

„Fleischerzeugnisse, Fleischzubereitungen und Fischereierzeugnisse, die den Anschein erwecken könnten, dass es sich um ein gewachsenes Stück Fleisch oder Fisch handelt, die jedoch tatsächlich aus verschiedenen Stücken bestehen, die durch andere Zutaten, einschließlich Lebensmittelzusatzstoffe und Enzyme, oder durch andere Mittel zusammengefügt sind“

 den Hinweis "aus Fleischstücken zusammengefügt" bzw. "aus Fischstücken zusammengefügt" tragen.

## Ähnliche Produkte
- Presswurst, Corned Beef, Frühstücksfleisch, durch Gelieren gefestigte Rind- beziehungsweise Schweinefleischstücke
- Surimi, ein Produkt aus zerkleinertem Fisch
- Separatorenfleisch, maschinell von Knochen gelöste Fleischteile
- Fischstäbchen, durch Einfrieren und Zersägen in Quaderform gebrachte Fischfilets